# Eleição para governador de Connecticut em 2010
A eleição para governador do estado americano do Connecticut em 2010 aconteceu no dia 2 de novembro de 2010.A então governadora Mary Jodi Rell anunciou numa conferência de imprensa em Hartford no dia 9 de novembro de 2009, que ela não iria tentar a reeleição em 2010.Com 100% das urnas apuradas o governador eleito é Dan Malloy.

## Primária Democrata

### Candidatos
- Ned Lamont, empresário e ex-candidato democrata para o Senado [2]
- Dan Malloy, ex-prefeito de Stamford [3]

### Resultados
A convenção estadual aprovou o Democrata Dan Malloy que concorerá para governador.
| Candidato  | Votos   | %    | Votos pelos Delegados | %     |
| Dan Malloy | 105.203 | 57,6 | 1.232                 | 67,91 |
| Ned Lamont | 77.521  | 42,4 | 582                   | 32,08 |

## Primária Republicana

### Candidatos
- Michael Fedele,vice-governador[4]
- Tom Foley, ex-embaixador dos Estados Unidos para a Irlanda[5]

### Resultados
| Candidato      | Votos  | %    | Votos pelos Delegados | %     |
| Tom Foley      | 50.686 | 42,4 | 710                   | 50,68 |
| Michael Fedele | 46.748 | 427  | 30,48                 | 32,08 |